# Psychoza

Gwiaździsta noc (1889) van Gogha ukazuje zmiany światła i koloru, jakie mogą pojawić się w psychozie

Psychoza (gr. psyche – dusza i osis – szaleństwo, stan psychotyczny, zaburzenie psychotyczne) – w psychiatrii określenie to oznacza stan umysłu, w którym na skutek zakłóceń w postrzeganiu (percepcji) rzeczywistości, a czasem także zaburzeń świadomości, osoba ma trudność z odróżnieniem tego, co jest rzeczywiste, a co nie. Sposób myślenia osób dotkniętych psychozą ulega zwykle całkowitej dezorganizacji. Objawami mogą być fałszywe przekonania (urojenia) bądź widzenie i słyszenie rzeczy, których nie widzą i nie słyszą inne osoby (halucynacje). Osoba znajdująca się w stanie psychozy ma przekonanie o realności swoich przeżyć i wydaje się jej, że funkcjonuje normalnie. 
Psychoza jest ogólnym terminem opisującym całą grupę ludzkich zachowań, które mogą mieć rozmaite przyczyny i dlatego nie jest traktowana jako osobna jednostka chorobowa. W mowie potocznej termin ten jest często nadużywany do określania wszelkich „nienormalnych” zachowań. Czasem jest stosowany po prostu jako synonim „poważnego zaburzenia psychicznego”. Można również używać tego określenia w celu odróżnienia tej grupy zaburzeń od „zaburzeń nerwicowych”, które opisuje się zwykle jako przesadne lub raczej ilościowo nieprawidłowe reakcje (np. przesadny lęk, strach przed konkretnym bodźcem) niż reakcje w sensie jakościowym odmienne od normalnych doznań (np. omamy/urojenia). Jednak różne wymieniane znaczenia psychozy nie są zazwyczaj przyjmowanymi przez psychiatrów znaczeniami tego słowa.
Terminu tego po raz pierwszy użył Ernst von Feuchtersleben w 1845. Słowo to jest używane w psychiatrii głównie dla rozróżnienia stanu dezorganizacji pracy umysłu wynikającego z choroby psychicznej od podobnego w zewnętrznych przejawach stanu wynikającego z fizycznego uszkodzenia układu nerwowego.
W aktualnej Międzynarodowej Klasyfikacji Chorób ICD-10 zaburzenia psychotyczne klasyfikowane są głównie w pozycjach F 2x i F 3x, przy czym zaburzenia z objawami psychotycznymi występują również w innych jednostkach, jak F 05 (majaczenie), czy F 06.3 (organiczne zaburzenia psychotyczne).

## Podział

### Pod względem świadomości
Psychozy z zaburzoną świadomością charakteryzują się zwykle znanym czynnikiem etiologicznym, takim jak zatrucia, wysoka gorączka, czy odstawienie substancji, od której jest się uzależnionym.
Psychozy z zachowaną świadomością polegają na zaburzeniach spostrzegania, bądź myślenia – zarówno jego formy, jak i treści. Zigler i Levine podejrzewali i starali się udowodnić, że urojenia występują u osób z wyższym, zaś omamy u osób z niższym poziomem rozwoju – co opiera się na stwierdzeniu, że omamy są bliskie zjawiskom charakterystycznym dla niedojrzałości, jak marzenia, przeżycia ejdetyczne. Natomiast dla wytworzenia spójnego systemu urojeń konieczna jest psychika rozwinięta. W ten sposób tłumaczyć można przewagę endogennych psychoz w wieku dojrzałym (jednak przed okresem inwolucyjnych zmian w ośrodkowym układzie nerwowym, kiedy to przeważają psychozy organiczne, tzw. „starcze”) w postaci urojeń, zaś psychoz w wieku młodszym jako psychoz z omamami.

### Pod względem jakości
Psychozy z zachowaną świadomością można podzielić na psychozy dotyczące zaburzeń spostrzegania i psychozy dotyczące zaburzeń myślenia. Obydwa te rodzaje zaburzeń psychotycznych charakteryzuje zachowanie świadomości, choć czasem rozmowa z osobą doznającą tychże zaburzeń dostarczyć może podejrzeń, że świadomość chorego jest zaburzona: np. odpowiada nielogicznie (bądź nieprawidłowo) na pytania dotyczące jego danych osobowych, obecnego czasu, a szczególnie często na pytanie o aktualne miejsce (orientacja w miejscu). Nie wynika to z zaburzeń świadomości, tylko zwykle ze złego kontaktu, przejawiającego się niechęcią do odpowiadania na pytania, błędami wynikającymi z pochłonięcia umysłu urojeniami, czy też zrozumiałą i prawidłową niewiedzą co do miejsca w wypadku dowiezienia chorego przez karetkę do miejsca badania.

#### Psychozy dotyczące zaburzeń spostrzegania
Polegają na doznaniach patologicznych iluzji, bądź omamów. Iluzje polegają na zniekształceniach spostrzeżeń, jak np. przekonanie o obecności osoby siedzącej na krześle, podczas gdy obiektywnie wisi tam (na tym krześle) jedynie marynarka. Omamy polegają na spostrzeganiu czegoś, czego w ogóle nie ma w miejscu wskazanym przez doznającego, przeważnie chodzi o doznania z poszczególnych zmysłów:
- Wzrok: Omamy wzrokowe oznaczają spostrzeganie czegoś, czego realnie nie ma w miejscu wskazanym przez chorego.
- Słuch: Omamy słuchowe polegają na doświadczeniu bodźców słuchowych z zasięgu percepcji, co do którego inne osoby (badający lekarz, rodzina) stwierdzą, że nie słyszą niczego.
- Węch: Chory, przebywający w zasięgu węchu z innymi osobami, które „niczego nie czują”, jest przekonany, że czuje jakiś specyficzny zapach, przeważnie określany jako „smród”.
- Dotyk: Doznanie, które zwykle pozostaje w opozycji dla własnych doznań (prawidłowych) wzrokowych. Chory „czuje” bodźce dotykowe, np. „łażące po nim robaki”, choć ich nie widzi tak jak otoczenie. Omamy czuciowe (dotykowe) przeważnie występują w sytuacjach o ograniczonej widoczności (noc, zgaszone wszystkie światła w pomieszczeniu, w którym jest chory).
- Zmysł równowagi: w psychiatrii bez większego znaczenia.

#### Psychozy dotyczącezaburzeń myślenia
Dotyczą formy albo treści myślenia.
Zaburzenia dotyczące formy dzielą się na zaburzenia toku myślenia i zaburzenia struktury myślenia. Nieprawidłowy tok myślenia polega na: spowolnieniu, przyspieszeniu, otamowaniach, natłoku, rozwlekłości, czy słowotoku. Zaburzenia treści myślenia polegają na myślach nadwartościowych, urojeniach, automatyzmach i myślach natrętnych.

#### Psychozy o wątpliwej klasyfikacji
Do zjawisk, których klasyfikacja jest wątpliwa, należą omamy rzekome. Są to pozornie zaburzenia spostrzegania, jednakże charakteryzują się tym, że doznanie nie jest zgodne z miejscem jego wskazania. Przykładem omamu rzekomego jest „głos mówiący w głowie”, „widok ludzi na Księżycu”, „zdanie słyszane od szwagra z Gdyni (podczas gdy pacjent przebywa w Krakowie)” i podobne – doznania zmysłowe (wzrok, słuch – w odniesieniu do pozostałych zmysłów nie ma to zastosowania) dochodzące z przestrzeni, dla której „zdrowy” nie percepowałby z powodu ograniczenia znanego mu zasięgu zmysłu.
Przyjmuje się, że omamy rzekome należą do zaburzeń spostrzegania, choć istnieją co do tego wątpliwości. Przeważająca część omamów rzekomych słuchowych dotyczy spostrzeżenia „głosu w głowie”. Zwykle ten „głos” nakazuje wykonanie czegoś niezgodnego z naturą chorego. W trakcie zadawania szczegółowych pytań dotyczących tego doznania często okazuje się, że „głos” nie jest w istocie doznaniem słuchowym, tylko „myślowym”, co jest zresztą opisane w psychopatologii jako „nasyłane myśli”, albo okazuje się „własną myślą”, aczkolwiek na tyle nieakceptowaną, że zostaje w świadomości „doznającego” przekształcona nieświadomie jako „głos”.

## Geneza
Obecnie przyjmuje się, że za wystąpienie psychozy odpowiada nierównowaga neuroprzekaźników w mózgu. Nie jest znana odpowiedź na pytanie, skąd ta nierównowaga się bierze. Za część zaburzeń psychotycznych obarcza się nieprawidłową budowę mózgu, ocenianą na podstawie badań CT. Jednakże w ten sposób nie można wyjaśnić psychozy u osób z prawidłowym obrazem mózgu uzyskanym w badaniu CT, a osób takich jest duży odsetek. Stąd podejrzewa się, że psychoza jest zjawiskiem patologii czynnościowej, a nie strukturalnej.

## Leczenie
Psychozy leczy się farmakologicznie. Dodatkowo stosuje się odpowiednie metody psychoterapeutyczne, jednakże tylko pomocniczo.
Obecnie stosowane leki przeciwpsychotyczne, niezależnie od ich generacji, mają za zadanie blokowanie receptorów neuroprzekaźników w synapsach. Działanie to ma zapobiec pobudzeniom niekontrolowanym w mózgu, a co za tym idzie objawom wytwórczym.

## Rokowanie
Rokowanie jest zależne od charakteru psychozy.
Nie istnieje (obecnie) metoda, która pozwoliłaby na osąd dotyczący przyszłego stanu zdrowia psychicznego osoby wykazującej zaburzenia psychotyczne.
Kryterium uleczalności choroby odnosi się do wycofania jej objawów w wyniku leczenia oraz przywróceniu krytycyzmu do występujących podczas choroby przekonań (ustąpienie mylnego sądu realizującego).

## Krytycyzm
Zwany inaczej wglądem polega na osądzie dotychczas wypowiadanych (czy też tylko myślanych) chorobowych przemyśleń w sposób „obiektywny”, tj. zgodny z otoczeniem. Najlepszym przykładem krytycyzmu jest osądzenie myśli chorobowych jako bezsensownych, przez która osobę doznawała tych myśli. Wówczas można uznać osobę za „krytyczną”, rokującą „wyzdrowienie”, czyli stan, w którym nie przewiduje się wystąpienia psychozy w przyszłości.
Istnieje też zjawisko „krytycyzmu ograniczonego”, charakteryzującego się stwierdzeniami, że jakieś zjawisko psychopatologiczne (np. urojenia) wygasło. Dla przykładu można tu wymienić chorego, który w fazie „psychotycznej” mówi o kamerach nacelowanych na niego, zaś po pewnym czasie stwierdza, że „kamery zostały wyłączone”. Właściwie to w tej sytuacji krytycyzm nie istnieje, albowiem osoba chorująca nadal wierzy w istnienie kamer. A to, że zostały „wyłączone”, jest tylko ewolucją psychozy.

## Różnicowanie
Psychoza ze względu na podobieństwo nazw niekiedy mylona jest z psychopatią, która jest stosunkowo trwałym, najczęściej utrzymującym się przez całe życie zaburzeniem osobowości mogącym mieć podłoże organiczne lub nieorganiczne. Zachowanie psychopatów cechuje się nierespektowaniem norm moralnych oraz brakiem współczucia wobec cierpienia innych osób (potocznie psychopatów określa się jako osoby „nieposiadające sumienia”). W konsekwencji psychopaci dopuszczają się aktów okrucieństwa, niekiedy szokujących.
Podczas gdy osoba w stanie psychozy doznaje zakłóceń w percepcji oraz zaburzeń myślenia, zdolności percepcyjne psychopaty nie są zaburzone i zachowuje on pełną zdolność do racjonalnego myślenia, co umożliwia mu celowe działanie. W następstwie tego psychopaci są świadomi swojej niemoralności. Z prawnego punktu psychopatia nie jest okolicznością, która mogłaby wyłączać poczytalność sprawcy. W odróżnieniu od nich, osoby w stanie psychozy, choć niekiedy bywają agresywne, zwykle nie są w stanie rozeznać znaczenia podejmowanych działań oraz nie są w stanie w sposób odpowiedzialny ani celowy kierować swoim postępowaniem, toteż ich poczytalność jest zniesiona lub znacznie ograniczona.